# Illigera khasiana
Illigera khasiana là một loài thực vật có hoa trong họ Hernandiaceae. Loài này được C.B. Clarke miêu tả khoa học đầu tiên năm 1878.